# .quebec
.quebec est un domaine de premier niveau parrainé créé pour les sites en rapport avec la province de Québec.

## Historique
Le domaine a été créé à la demande de l'organisme à but non lucratif PointQuébec.
En 2008, l'Assemblée nationale du Québec avait adopté une motion appuyant le projet. PointQuébec avait aussi le soutien de la Fédération des chambres de commerce du Québec, de la Société Internet du Québec (ISOC Québec), du Regroupement Loisir et Sport du Québec (RLSQ) et du ministère de l'Économie, de l’Innovation et des Exportations du Québec.
L'ICANN avait donné son autorisation en avril 2014 et le domaine .quebec a été officiellement ouvert au grand public le 18 novembre suivant. Le gouvernement de Philippe Couillard décide toutefois de ne pas aller de l'avant : « Québec renonce à changer d'identité gouvernementale web et conserve le suffixe « .gouv.qc.ca », au lieu de migrer vers « .quebec ».

## Termes réservés
Les noms des municipalités, de certaines régions, lieux touristiques et services publics ont été réservés afin d'être attribués à leurs ayants-droit, après vérification par le registre .

## Statistiques d'usage
En janvier 2025, environ 7 500 domaines utilisent l'extension .quebec.